# Кубок УРСР з футболу 1974
22-й розіграш кубка УРСР з футболу проходив з травня по листопад 1974 року. У турнірі брала участь 21 команда. 
На відміну від минулих розіграшів, у кожному раунді клуби грали по два матчі: вдома та на виїзді. У фіналі «Таврія» (Сімферополь) здобула дві перемоги над «Автомобілістом» із Житомира. 
Одразу після другого матчу фіналу футболістам «Таврії» було вручено Кубок УРСР редактором газети «Радянська Україна» А. К. Рябоклячем. У той же час відповідальний секретар газети «Гудок» А. П. Воробйов вручив футболістам «Таврії» інший приз як найрезультативнішої команди першої ліги, кришталевий кубок.

## 1/16 фіналу
Перші матчі відбулися 24 травня.
| Місто        | Команда                   | Рахунок | Команда                    |
| ------------ | ------------------------- | ------- | -------------------------- |
| Тернопіль    | «Будівельник» (Тернопіль) | 2:1     | «Локомотив» (Херсон)       |
| Вінниця      | «Локомотив» (Вінниця)     | 1:0     | «Авангард» (Севастополь)   |
| Чернівці     | «Буковина» (Чернівці)     | 0:0     | «Колос» (Полтава)          |
| Житомир      | «Автомобіліст» (Житомир)  | 2:0     | «Фрунзенець» (Суми)        |
| Хмельницький | «Динамо» (Хмельницький)   | 0:0     | «Суднобудівник» (Миколаїв) |
| Кіровоград   | «Зірка» (Кіровоград)      | 0:0     | СК (Луцьк)                 |
| Черкаси      | «Граніт» (Черкаси)        | 3:1     | «Авангард» (Рівне)         |
| Ужгород      | «Говерла» (Ужгород)       | 2:0     | «Металіст» (Харків)        |
| Київ         | СК (Чернігів)             | 2:0     | «Кривбас» (Кривий Ріг)     |

Матчі-відповіді відбулися 12 червня.
| Місто       | Команда                    | Рахунок | Команда                   |
| ----------- | -------------------------- | ------- | ------------------------- |
| Херсон      | «Локомотив» (Херсон)       | 2:0     | «Будівельник» (Тернопіль) |
| Севастополь | «Авангард» (Севастополь)   | 3:1     | «Локомотив» (Вінниця)     |
| Полтава     | «Колос» (Полтава)          | 4:2     | «Буковина» (Чернівці)     |
| Суми        | «Фрунзенець» (Суми)        | 1:0     | «Автомобіліст» (Житомир)  |
| Миколаїв    | «Суднобудівник» (Миколаїв) | 3:0     | «Динамо» (Хмельницький)   |
| Луцьк       | СК (Луцьк)                 | 2:0     | «Зірка» (Кіровоград)      |
| Рівне       | «Авангард» (Рівне)         | 2:0     | «Граніт» (Черкаси)        |
| Харків      | «Металіст» (Харків)        | 0:1     | «Говерла» (Ужгород)       |
| Кривий Ріг  | «Кривбас» (Кривий Ріг)     | 1:0     | СК (Чернігів)             |

## 1/8 фіналу
Перші матчі відбулися 20 липня.
| Місто   | Команда                  | Рахунок | Команда                    |
| ------- | ------------------------ | ------- | -------------------------- |
| Полтава | «Колос» (Полтава)        | 1:1     | «Авангард» (Севастополь)   |
| Житомир | «Автомобіліст» (Житомир) | 0:2     | «Суднобудівник» (Миколаїв) |
| Рівне   | «Авангард» (Рівне)       | 2:1     | «Говерла» (Ужгород)        |
| Луцьк   | СК (Луцьк)               | 3:2     | СК (Чернігів)              |

Матчі-відповіді відбулися 21 серпня.
| Місто       | Команда                    | Рахунок      | Команда                  |
| ----------- | -------------------------- | ------------ | ------------------------ |
| Севастополь | «Авангард» (Севастополь)   | 1:1 (п. 3:4) | «Колос» (Полтава)        |
| Миколаїв    | «Суднобудівник» (Миколаїв) | 3:5          | «Автомобіліст» (Житомир) |
| Ужгород     | «Говерла» (Ужгород)        | 6:1          | «Авангард» (Рівне)       |
| Київ        | СК (Чернігів)              | 3:1          | СК (Луцьк)               |

## Чвертьфінал
Перші матчі відбулися 23 вересня.
| Місто             | Команда                      | Рахунок | Команда                  |
| ----------------- | ---------------------------- | ------- | ------------------------ |
| Івано- Франківськ | «Спартак» (Івано-Франківськ) | 3:1     | «Локомотив» (Херсон)     |
| Полтава           | «Колос» (Полтава)            | 0:0     | «Автомобіліст» (Житомир) |
| Сімферополь       | «Таврія» (Сімферополь)       | 3:1     | «Говерла» (Ужгород)      |
| Запоріжжя         | «Металург» (Запоріжжя)       | 4:2     | СК (Чернігів)            |

Матчі-відповіді відбулися 14 жовтня.
| Місто   | Команда                  | Рахунок | Команда                      |
| ------- | ------------------------ | ------- | ---------------------------- |
| Херсон  | «Локомотив» (Херсон)     | 5:1     | «Спартак» (Івано-Франківськ) |
| Житомир | «Автомобіліст» (Житомир) | 2:0     | «Колос» (Полтава)            |
| Ужгород | «Говерла» (Ужгород)      | 0:1     | «Таврія» (Сімферополь)       |
| Київ    | СК (Чернігів)            | 3:1     | «Металург» (Запоріжжя)       |

## Півфінал
Перші матчі відбулися 4 листопада.
| Місто       | Команда                | Рахунок | Команда                  |
| ----------- | ---------------------- | ------- | ------------------------ |
| Херсон      | «Локомотив» (Херсон)   | 4:1     | «Автомобіліст» (Житомир) |
| Сімферополь | «Таврія» (Сімферополь) | 0:1     | СК (Чернігів)            |

Матчі-відповіді відбулися 10 листопада.
| Місто   | Команда                  | Рахунок | Команда                |
| ------- | ------------------------ | ------- | ---------------------- |
| Житомир | «Автомобіліст» (Житомир) | 4:0     | «Локомотив» (Херсон)   |
| Київ    | СК (Чернігів)            | 1:3     | «Таврія» (Сімферополь) |

## Фінал
| Перший матч 12.11.1974 |

| «Автомобіліст» (Житомир) | 1 – 2 | «Таврія» (Сімферополь)   |
| ------------------------ | ----- | ------------------------ |
| Шишков 60'               |       | Климов 52' Черемисін 55' |

| імені Ленінського комсомолу, Житомир Глядачів: 4 000 Арбітр: Юрій Сергієнко (Харків) |

«Автомобіліст»: Валентин Журба, Валерій Козинець, Володимир Шишков, Віктор Паламарчук, Борис Кравчук (Євген Наумов), Василь Зеленський (Леонід Ширнін), Володимир Чирва, Віталій Сладковський, Микола Васютін, Ярослав Кугайкевич, Микола Пінчук. Старший тренер — Валерій Стародубов.         
«Таврія»: Володимир Занін, Олег Жилін, Володимир Туховський, Геннадій Гусєв, Володимир Лущенко, Анатолій Кванін, Анатолій Коробочка, Микола Климов, Віктор Орлов, Андрій Черемисін, Валентин Прилепський (Іван Авдєєв). Старший тренер — Сергій Шапошников.          
 Чирва, Сладковський — Кванін, Коробочка.
| Другий матч 16.11.1974 |

| «Таврія» (Сімферополь) | 2 – 0 | «Автомобіліст» (Житомир) |
| ---------------------- | ----- | ------------------------ |
| Климов 4', 70'         |       |                          |

| Локомотив, Сімферополь Глядачів: 8 000 Арбітр: Костянтин Вихров (Київ) |

«Таврія»: Віктор Юрковський (Володимир Занін), Геннадій Гусєв, Володимир Туховський, Олег Жилін, Володимир Лущенко, Анатолій Кванін, Іван Авдєєв (Анатолій Коробочка), Микола Климов, Віктор Орлов, Андрій Черемісін (Анатолій Морозов), Валентин Прилепський. Старший тренер — Сергій Шапошников.        
«Автомобіліст»: Валентин Журба, Валерій Козинець, Євген Наумов (Вячеслав Нагін), Борис Кравчук, Леонід Ширнін, Василь Зеленський, Володимир Чирва (Годованюк), Віталій Сладковський, Микола Васютін, Віктор Паламарчук, Микола Пінчук. Старший тренер — Валерій Стародубов.
 Жилін — Васютін.